# Campeonato Mundial de Natação em Piscina Curta de 2012 - 1500 m livre masculino
A prova dos 800 metros nado livre masculino do Campeonato Mundial de Natação em Piscina Curta de 2012 foi disputado em 16 de dezembro em Istambul  na Turquia. Esta prova foi realizada em uma única fase, onde cada um nadou apenas uma vez. Os 8 melhores atletas nadaram à noite, e os restantes nadaram na sessão da manhã.
Em junho de 2013, foi retirada a medalha de ouro do  nadador dinamarquês Mads Glaesner depois de testes positivo para a substância levomethamphetamine. No entanto, após recorer ao Tribunal Arbitral do Desporto, a medalha de ouro do Glaesner foi reintegrado após realização de  teste  separado, o que confiurmou a  não existencia da substância proibida .

## Recordes
Antes desta competição, os recordes mundiais e do campeonato nesta prova eram os seguintes:
|    | Nome          | Nacionalidade | Tempo    | Local      | Data                |
| -- | ------------- | ------------- | -------- | ---------- | ------------------- |
| WR | Grant Hackett | Austrália     | 14:10.10 | Perth      | 7 de agosto de 2001 |
| CR | Yury Prilukov | Rússia        | 14:22.98 | Manchester | 13 de abril de 2008 |

## Medalhistas
| Ouro               | Prata                      | Bronze            |
| Mads Glæsner (DEN) | Gregorio Paltrinieri (ITA) | Pál Joensen (FRO) |

## Resultados
A prova ocorreu dia 16 de dezembro.
| Colocação         | Bateria | Raia | Nome                           | Nacionalidade        | Tempo    | Notas |
| ----------------- | ------- | ---- | ------------------------------ | -------------------- | -------- | ----- |
| Medalha de ouro   | 5       | 3    | Mads Glæsner                   | Dinamarca            | 14:30.01 |       |
| Medalha de prata  | 5       | 4    | Gregorio Paltrinieri           | Itália               | 14:31.13 |       |
| Medalha de bronze | 5       | 2    | Pál Joensen                    | Ilhas Faroe          | 14:36.93 |       |
| 4                 | 5       | 5    | Mateusz Sawrymowicz            | Polónia              | 14:38.29 |       |
| 5                 | 4       | 5    | Matthew Levings                | Austrália            | 14:40.05 |       |
| 6                 | 3       | 2    | Ryan Feeley                    | Estados Unidos       | 14:40.06 |       |
| 7                 | 5       | 1    | Yohei Takiguchi                | Japão                | 14:40.16 |       |
| 8                 | 5       | 8    | Jordan Harrison                | Austrália            | 14:43.62 |       |
| 9                 | 4       | 2    | Kohei Yamamoto                 | Japão                | 14:43.98 |       |
| 10                | 3       | 6    | Michael McBroom                | Estados Unidos       | 14:44.11 |       |
| 11                | 4       | 3    | Gergely Gyurta                 | Hungria              | 14:45.83 |       |
| 12                | 4       | 4    | Gabriele Detti                 | Itália               | 14:49.29 |       |
| 13                | 1       | 6    | Hao Yun                        | China                | 14:51.03 |       |
| 14                | 5       | 7    | Anthony Pannier                | França               | 14:51.66 |       |
| 15                | 4       | 7    | Devon Myles Brown              | África do Sul        | 14:54.46 |       |
| 16                | 4       | 9    | Daniel Fogg                    | Grã-Bretanha         | 14:54.97 |       |
| 17                | 5       | 6    | Serhiy Frolov                  | Ucrânia              | 14:57.08 |       |
| 18                | 4       | 8    | Maksym Shemberev               | Ucrânia              | 14:58.08 |       |
| 19                | 3       | 1    | Esteban Enderica               | Equador              | 14:59.67 | NR    |
| 20                | 3       | 7    | Anton Sveinn McKee             | Islândia             | 15:00.51 | NR    |
| 21                | 3       | 3    | Uladzimir Zhyharau             | Bielorrússia         | 15:05.49 |       |
| 22                | 2       | 3    | Ediz Yıldırımer                | Turquia              | 15:07.60 | NR    |
| 23                | 4       | 0    | Richard Nagy                   | Eslováquia           | 15:08.17 |       |
| 24                | 4       | 1    | Karol Zaczynski                | Polónia              | 15:11.17 |       |
| 25                | 4       | 6    | Patrik Rakos                   | Hungria              | 15:15.57 |       |
| 26                | 3       | 4    | Matthew Stanley                | Nova Zelândia        | 15:17.20 |       |
| 27                | 1       | 2    | Dominik Meichtry               | Suíça                | 15:17.66 |       |
| 28                | 2       | 4    | Zackariah Chetrat              | Canadá               | 15:18.22 |       |
| 29                | 3       | 8    | Alexander Selin                | Rússia               | 15:28.13 |       |
| 30                | 3       | 0    | Esteban Paz                    | Argentina            | 15:28.34 |       |
| 31                | 2       | 5    | Arturo Pérez Vertti            | México               | 15:29.34 |       |
| 32                | 1       | 7    | Pu Wenjie                      | China                | 15:30.02 |       |
| 33                | 3       | 9    | Pang Sheng Jun                 | Singapura            | 15:31.73 |       |
| 34                | 3       | 5    | Martin Naidich                 | Argentina            | 15:37.00 |       |
| 35                | 1       | 3    | Ensar Hajder                   | Bósnia e Herzegovina | 15:37.26 | NR    |
| 36                | 2       | 2    | Christoph Meier                | Liechtenstein        | 15:39.38 | NR    |
| 37                | 2       | 0    | Marcelo Alberto Acosta Jimenez | El Salvador          | 15:46.26 |       |
| 38                | 2       | 6    | Yeziel Morales                 | Porto Rico           | 15:47.43 |       |
| 39                | 2       | 1    | Jesus Monge                    | Peru                 | 15:52.51 |       |
| 40                | 2       | 9    | Christian Selby                | Barbados             | 16:09.22 | NR    |
| 41                | 1       | 1    | Robert Renwick                 | Grã-Bretanha         | 16:10.93 |       |
| 42                | 2       | 8    | Sobitjon Amilov                | Uzbequistão          | 16:15.27 |       |
| 43                | 2       | 7    | Iacovos Hadjiconstantinou      | Chipre               | 16:27.41 |       |
| 44                | 1       | 4    | Khader Baqleh                  | Jordânia             | 16:42.64 |       |
| —                 | 1       | 5    | Alejandro Gómez                | Venezuela            |          | DNS   |

Legenda
| Recorde mundial       | Recorde mundial (World record)               |                       | Recorde africano                      | Recorde africano (African) |                                           | Q | Classificado por posição (Qualified) |
| Recorde do campeonato | Recorde do campeonato (Championship record)  | Recorde da América    | Recorde da América (Americas)         | q                          | Classificado por melhor tempo (Qualified) |   |                                      |
| Melhor marca do ano   | Melhor marca do ano (World leading)          | Recorde asiático      | Recorde asiático (Asian)              | DNS                        | Não largou (Did not start)                |   |                                      |
| Recorde nacional      | Recorde nacional (National record)           | Recorde europeu       | Recorde europeu (European)            | DNF                        | Não terminou (Did not finish)             |   |                                      |
| Recorde pessoal       | Recorde pessoal do atleta (Personal best)    | Recorde da Oceania    | Recorde da Oceania (Oceania)          | DSQ / DQ                   | Desclassificado (Disqualified)            |   |                                      |
| Recorde da temporada  | Recorde da temporada do atleta (Season best) | Recorde sul-americano | Recorde sul-americano (South America) | NM                         | Sem marca (No mark)                       |   |                                      |